# 夜だからNight,Because
『夜だからNight,Because』（よるだから）は、2014年公開の日本映画。福山功起監督の長編デビュー作で、千葉美裸の長編映画初主演作である。原作は港岳彦の書き下ろし。

## キャスト
- 千葉美裸（エリカ） - 主人公。東京でプロのダンサーをしている。
- 波岡一喜（タイチ） - 肉体労働者、妻を自殺で亡くしている。
- 小宮一葉（襦袢の女） - タイチの死んだ妻の幻影。
- 船木壱輝（白木） - 舞台監督、振付師。エリカと不倫関係にあった。
- ヴェルマ（帽子の女） - 白木の妻。

## スタッフ
- 監督：福山功起
- 製作：吉田憲章
- プロデューサー：大原久澄
- 原作・脚本：港岳彦
- 撮影：早坂伸
- 照明：神谷信人
- 録音：吉方淳二
- スタイリスト：松本智恵子
- 助監督：能登秀美
- 音楽：宇波拓
- 撮影協力：
- 配給：キャンター

## 関連書籍
- 『シナリオ』2014年11月号 - 本作品のシナリオなど掲載。